# 三门闸街道
三门闸街道，是中华人民共和国河南省驻马店市汝南县下辖的一个乡镇级行政单位。

## 行政区划
三门闸街道下辖以下地区：
东城社区、三里庄社区、姜庄社区、五里庙社区、孔王村、大新庄村、赵庄村、杨刘村、许庄村、大唐村、老房庄村、大石村、老祖庙村、六里庄村和菜元王村。